# شترمرغ آمریکایی بزرگ

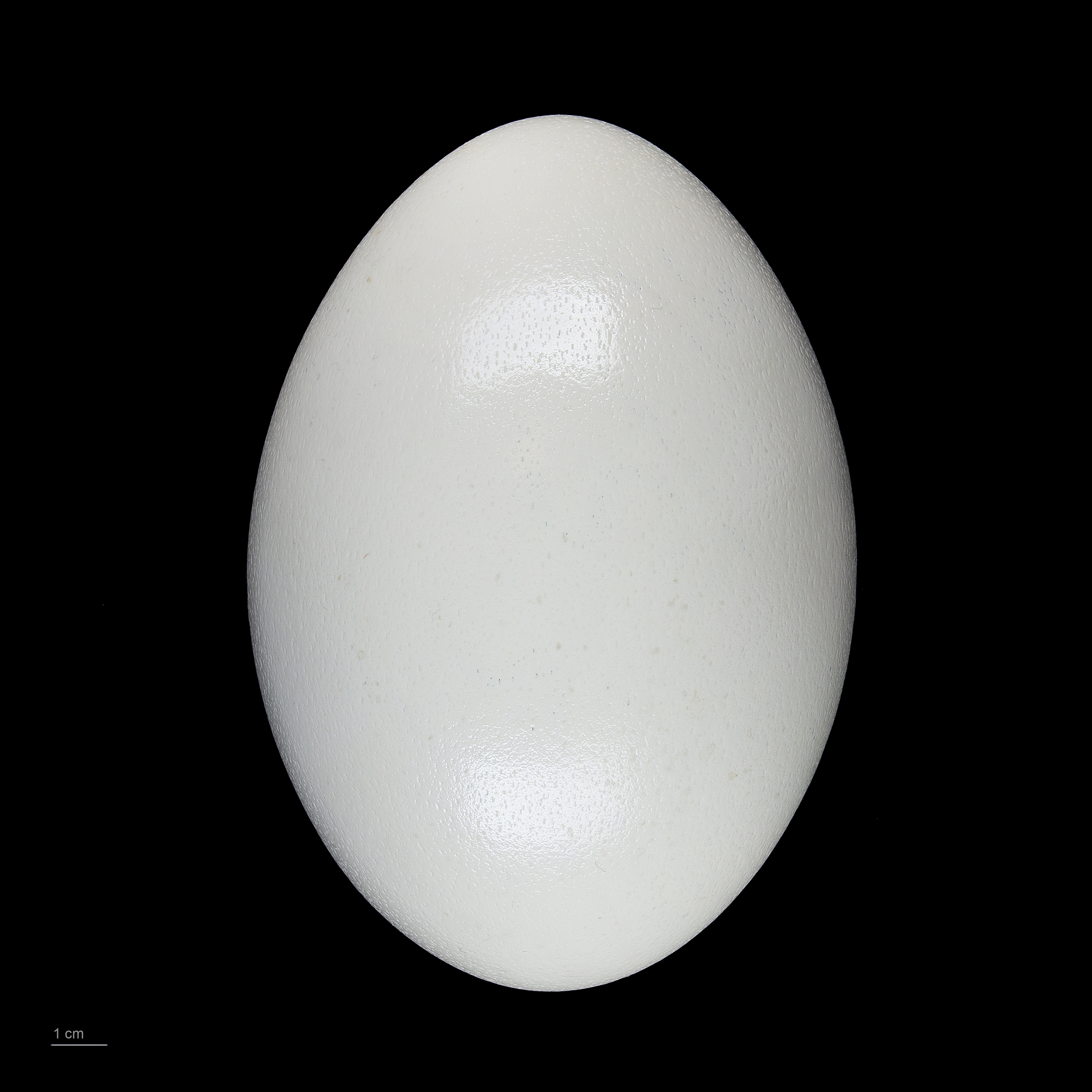
Rhea americana

شترمرغ آمریکایی بزرگ (نام علمی: Rhea americana) نام یک گونه از سرده شترمرغ‌های آمریکایی است.
این پرنده در کشورهای برزیل، اروگوئه، پاراگوئه و آرژانتین زندگی می‌کند.